# Surf aux Jeux panaméricains de 2019
Les compétitions de surf aux Jeux panaméricains de 2019 ont lieu du 30 juillet au 4 août 2019 à Lima, au Pérou. Il s'agit de la première apparition de cette discipline au programme des Jeux panaméricains.

## Médaillés

### Hommes
| Épreuves     | Or                    | Argent                  | Bronze              |
| ------------ | --------------------- | ----------------------- | ------------------- |
| Surf open    | Luca Mesinas (PER)    | Leandro Usuna (ARG)     | Bryan Pérez (ESA)   |
| SUP - surf   | Giorgio Gómez (COL)   | Tamil Martino (PER)     | Daniel Hughes (USA) |
| SUP - course | Connor Baxter (USA)   | Vinnicius Martins (BRA) | Itzel Delgado (PER) |
| Longboard    | Benoit Clemente (PER) | Julian Schweizer (URU)  | Cole Robbins (USA)  |

### Femmes
| Épreuves     | Or                   | Argent                     | Bronze                   |
| ------------ | -------------------- | -------------------------- | ------------------------ |
| Surf open    | Daniella Rosas (PER) | Dominic Barona (ECU)       | Ornella Pellizzari (ARG) |
| SUP - surf   | Isabella Gómez (COL) | Vania Torres (PER)         | Nicole Pacelli (BRA)     |
| SUP - course | Lena Guimarães (BRA) | Candice Appleby (USA)      | Mariecarmen Rivera (PUR) |
| Longboard    | Chloé Calmon (BRA)   | María Fernanda Reyes (PER) | Mathea Olin (CAN)        |

## Tableau des médailles
| Rang  | Nation     | Or | Argent | Bronze | Total |
| ----- | ---------- | -- | ------ | ------ | ----- |
| 1     | Pérou      | 3  | 3      | 1      | 7     |
| 2     | Brésil     | 2  | 1      | 1      | 4     |
| 3     | Colombie   | 2  | 0      | 0      | 2     |
| 4     | États-Unis | 1  | 1      | 2      | 4     |
| 5     | Argentine  | 0  | 1      | 1      | 2     |
| 6     | Équateur   | 0  | 1      | 0      | 1     |
| 6     | Uruguay    | 0  | 1      | 0      | 1     |
| 8     | Canada     | 0  | 0      | 1      | 1     |
| 8     | Porto Rico | 0  | 0      | 1      | 1     |
| 8     | Salvador   | 0  | 0      | 1      | 1     |
| Total | Total      | 8  | 8      | 8      | 24    |